# Kagisho Dikgacoi
Kagisho Evidence Dikgacoi (Brandfort, JAR, 24. studenog 1984.) je južnoafrički umirovljeni nogometaš i bivši nacionalni reprezentativac.

## Karijera

### Klupska karijera
Dikgacoi je profesionalnu karijeru započeo 2005. u Young Tigersima iz Bloemfonteina. Kao član Golden Arrowsa, razvio se u najboljeg igrača u zemlji na svojoj poziciji. Dobrim igrama u klubu zaslužio je kapetansku traku a 2009. i transfer u engleskiBloemfontein Fulham.
Londonski klub doveo je igrača u klub na probu početkom kolovoza 2009. Nakon uspješne probe, Fulham potpisuje ugovor s igračem krajem istog mjeseca. Međutim, sve dok nije sređena radna dozvola, Dikgacoi je trenirao sa svojim bivšim klubom Golden Arrowsom kako bi ostao u formi.
Za klub je debitirao 4. listopada 2009. protiv West Ham Uniteda ali je isključen već u 41. minuti zbog udaranja Scotta Parkera. Tijekom sezone 2010./11. kada je klub vodio Mark Hughes, igrač je nastupio samo jednom za klub. Zbog toga mu je dozvoljeno da u veljači 2011. ode na posudbu u Crystal Palace do kraja sezone.
Već nakon mjesec dana Dikgacoi postiže prvi gol za klub protiv Cardiff Cityja a 4. srpnja 2011. Crystal Palace otkupljuje igrača od Fulhama za 600.000 GBP.

### Reprezentativna karijera
Dikgacoi je za reprezentaciju debitirao 27. svibnja 2007. protiv Mauricijusa na utakmici COSAFA Cupa. Južnoafrička reprezentacija je unatoč domaćinstvu Svjetskog prvenstva 2010. (i izravnom plasmanu), sudjelovala na afričkim kvalifikacijama za sam Mundijal. Na jednoj takvoj kvalifikacijskoj utakmici protiv Ekvatorijalne Gvineje, Dikgacoi je postigao dva gola za Bafana Bafana.
Tadašnji izbornik Carlos Alberto Parreira uvrstio je igrača na popis reprezentativaca za to Svjetsko prvenstvo. Ostalih većih natjecanja, Dikgacoi je s Južnom Afrikom nastupio na Afričkom kupu nacija 2008. i Kupu konfederacija 2009.

#### Pogoci za reprezentaciju
| #  | Datum           | Mjesto              | Protivnik             | Pogodak | Rezultat | Natjecanje                                |
| -- | --------------- | ------------------- | --------------------- | ------- | -------- | ----------------------------------------- |
| 1. | 7. lipnja 2008. | Atteridgeville, JAR | Ekvatorijalna Gvineja | 1 : 0   | 4 : 1    | Kvalifikacije za SP u Južnoj Africi 2010. |
| 2. | 7. lipnja 2008. | Atteridgeville, JAR | Ekvatorijalna Gvineja | 4 : 1   | 4 : 1    | Kvalifikacije za SP u Južnoj Africi 2010. |

## Vanjske poveznice
- Statistika igrača na Soccerbase.com[neaktivna poveznica]
- Statistika igrača na National Football Teams.com
- FIFA.com  Arhivirana inačica izvorne stranice od 20. listopada 2014. (Wayback Machine)